# Walter Schock
Walter Schock (ur. 3 kwietnia 1920 w Wangen, zm. 21 grudnia 2005 w Stuttgarcie) – niemiecki kierowca rajdowy. Rajdowy mistrz Europy z roku 1956 i 1960.

## Kariera
Na początku pracował jako mechanik i kierowca testowy w Mercedesie. Od roku 1954 rozpoczął starty w rajdach samochodowych. W roku 1956 został mistrzem Europy w rajdach, wygrywając dwie z trzynastu eliminacji. W roku 1957 z rąk prezydenta RFN - Theodora Heussa - odebrał nagrodę Srebrny Liść Laurowy, za szczególne osiągnięcia w sporcie motorowym. Szczytem jego kariery był rok 1960, kiedy po raz drugi zdobył tytuł rajdowego mistrza Europy, wygrywając trzy (29. Rajd Monte Carlo, 8. Rajd Akropolu, 20. Rajd Polski) z trzynastu eliminacji. Pod koniec sezonu Schock otrzymał złotą gwiazdę Mercedesa z rubinem. Po roku 1960 wycofał się z czynnego uprawiania sportów motorowych z przyczyn zawodowych i od tej pory sporadycznie startował w rajdach. FIA przyznała mu Wielki Złoty Medal, a Automobilklub Niemiec (AvD) uhonorował go Złotą Odznaką Sportową z Liściami Dębu. W 1972 roku zajął drugie miejsce w klasie seniorów w Rajdzie Monte Carlo. W 1988 roku miasto Stuttgart przyznało mu tytuł „pioniera sportu”, a w 1992 roku Republika Federalna Niemiec przyznała mu Federalny Krzyż Zasługi na Wstędze.

## Podia w rajdach ERC[1]
| Nr | Rajd                                  | Sezon | Pilot     | Samochód             | Miejsce |
| -- | ------------------------------------- | ----- | --------- | -------------------- | ------- |
| 1  | 26. Rajd Monte Carlo                  | 1956  | Rolf Moll | Mercedes-Benz 220 A  | 2       |
| 2  | 7. Automobilistico Int. del Sestriere | 1956  | Rolf Moll | Mercedes-Benz 300 SL | 1       |
| 3  | 4. Rajd Akropolu                      | 1956  | Rolf Moll | Mercedes-Benz 300 SL | 1       |
| 4  | 29. Rajd Monte Carlo                  | 1960  | Rolf Moll | Mercedes-Benz 220 SE | 1       |
| 5  | 12. Rajd Tulipanów                    | 1960  | Rolf Moll | Mercedes-Benz 220 SE | 3       |
| 6  | 8. Rajd Akropolu                      | 1960  | Rolf Moll | Mercedes-Benz 220 SE | 1       |
| 7  | 22. Rajd Polski                       | 1960  | Rolf Moll | Mercedes-Benz 220 SE | 1       |